# Grande Prêmio da Hungria de 1990
Resultados do Grande Prêmio da Hungria de Fórmula 1 realizado em Hungaroring em 12 de agosto de 1990. Décima etapa do campeonato, foi vencido pelo belga Thierry Boutsen, da Williams-Renault, com Ayrton Senna em segundo pela McLaren-Honda e Nelson Piquet em terceiro pela Benetton-Ford.

## Resumo
Única pole de Boutsen, 3ª e última vitória e 15º e último pódio de Thierry Boutsen na F1
11ª vitória, 14ª pole e 45º pódio da Bélgica.

## Classificação

### Pré-qualificação
| Pos. | Nº | Piloto             | Construtor    | Tempo    | Diferença |
| ---- | -- | ------------------ | ------------- | -------- | --------- |
| 1    | 25 | Nicola Larini      | Ligier-Ford   | 1:21.518 | —         |
| 2    | 26 | Philippe Alliot    | Ligier-Ford   | 1:21.710 | + 0.192   |
| 3    | 18 | Yannick Dalmas     | AGS-Ford      | 1:23.227 | + 1.709   |
| 4    | 17 | Gabriele Tarquini  | AGS-Ford      | 1:23.406 | + 1.888   |
| 5    | 14 | Olivier Grouillard | Osella-Ford   | 1:23.582 | + 2.064   |
| 6    | 31 | Bertrand Gachot    | Coloni-Ford   | 1:23.670 | + 2.152   |
| 7    | 33 | Roberto Moreno     | EuroBrun-Judd | 1:24.386 | + 2.868   |
| 8    | 34 | Claudio Langes     | EuroBrun-Judd | 1:26.514 | + 4.996   |
| 9    | 39 | Bruno Giacomelli   | Life          | 1:41.431 | + 19.913  |

### Treinos classificatórios
| Pos.    | Nº | Piloto             | Construtor        | Q1       | Q2       | Diferença |
| ------- | -- | ------------------ | ----------------- | -------- | -------- | --------- |
| 1       | 5  | Thierry Boutsen    | Williams-Renault  | 1:19.691 | 1:17.919 | —         |
| 2       | 6  | Riccardo Patrese   | Williams-Renault  | 1:19.419 | 1:17.955 | + 0.036   |
| 3       | 28 | Gerhard Berger     | McLaren-Honda     | 1:18.127 | 1:18.703 | + 0.208   |
| 4       | 27 | Ayrton Senna       | McLaren-Honda     | 1:20.389 | 1:18.162 | + 0.243   |
| 5       | 2  | Nigel Mansell      | Ferrari           | 1:18.739 | 1:18.719 | + 0.800   |
| 6       | 4  | Jean Alesi         | Tyrrell-Ford      | 1:19.042 | 1:18.762 | + 0.843   |
| 7       | 19 | Alessandro Nannini | Benetton-Ford     | 1:19.300 | 1:18.901 | + 0.982   |
| 8       | 1  | Alain Prost        | Ferrari           | 1:20.309 | 1:19.029 | + 1.110   |
| 9       | 20 | Nelson Piquet      | Benetton-Ford     | 1:21.109 | 1:19.453 | + 1.534   |
| 10      | 22 | Andrea de Cesaris  | Dallara-Ford      | 1:21.675 | 1:19.675 | + 1.756   |
| 11      | 11 | Derek Warwick      | Lotus-Lamborghini | 1:21.154 | 1:19.839 | + 1.920   |
| 12      | 29 | Eric Bernard       | Lola-Lamborghini  | 1:21.692 | 1:19.963 | + 2.044   |
| 13      | 21 | Emanuele Pirro     | Dallara-Ford      | 1:21.070 | 1:19.970 | + 2.051   |
| 14      | 23 | Pierluigi Martini  | Minardi-Ford      | 1:21.242 | 1:20.197 | + 2.278   |
| 15      | 3  | Satoru Nakajima    | Tyrrell-Ford      | 1:21.449 | 1:20.202 | + 2.283   |
| 16      | 16 | Ivan Capelli       | Leyton House-Judd | 1:21.512 | 1:20.385 | + 2.466   |
| 17      | 15 | Maurício Gugelmin  | Leyton House-Judd | 1:22.198 | 1:20.397 | + 2.478   |
| 18      | 12 | Martin Donnelly    | Lotus-Lamborghini | 1:21.324 | 1:20.602 | + 2.683   |
| 19      | 30 | Aguri Suzuki       | Lola-Lamborghini  | 1:21.577 | 1:20.619 | + 2.700   |
| 20      | 8  | Stefano Modena     | Brabham-Judd      | 1:22.024 | 1:20.715 | + 2.786   |
| 21      | 26 | Philippe Alliot    | Ligier-Ford       | 1:22.701 | 1:21.003 | + 3.084   |
| 22      | 9  | Michele Alboreto   | Arrows-Ford       | 1:22.909 | 1:21.758 | + 3.839   |
| 23      | 24 | Paolo Barilla      | Minardi-Ford      | 1:22.784 | 1:21.849 | + 3.930   |
| 24      | 17 | Gabriele Tarquini  | AGS-Ford          | 1:23.827 | 1:21.964 | + 4.045   |
| 25      | 25 | Nicola Larini      | Ligier-Ford       | 1:22.584 | 1:22.078 | + 4.159   |
| 26      | 10 | Alex Caffi         | Arrows-Ford       | 1:22.986 | 1:22.126 | + 4.207   |
| 27      | 18 | Yannick Dalmas     | AGS-Ford          | 1:23.116 | 1:22.263 | + 4.344   |
| 28      | 7  | David Brabham      | Brabham-Judd      | 1:23.923 | 1:22.488 | + 4.569   |
| 29      | 36 | J. J. Lehto        | Onyx-Ford         | s/ tempo | 1:22.647 | + 4.728   |
| 30      | 35 | Gregor Foitek      | Onyx-Ford         | 1:24.361 | 1:24.863 | + 6.442   |
| Fontes: |    |                    |                   |          |          |           |

### Corrida
| Pos.    | Nº | Piloto             | Construtor        | Voltas | Tempo/Diferença | Grid | Pontos |
| ------- | -- | ------------------ | ----------------- | ------ | --------------- | ---- | ------ |
| 1       | 5  | Thierry Boutsen    | Williams-Renault  | 77     | 1:49:30.597     | 1    | 9      |
| 2       | 27 | Ayrton Senna       | McLaren-Honda     | 77     | + 0.288         | 4    | 6      |
| 3       | 20 | Nelson Piquet      | Benetton-Ford     | 77     | + 27.893        | 9    | 4      |
| 4       | 6  | Riccardo Patrese   | Williams-Renault  | 77     | + 31.833        | 2    | 3      |
| 5       | 11 | Derek Warwick      | Lotus-Lamborghini | 77     | + 1:14.244      | 11   | 2      |
| 6       | 29 | Eric Bernard       | Lola-Lamborghini  | 77     | + 1:24.308      | 12   | 1      |
| 7       | 12 | Martin Donnelly    | Lotus-Lamborghini | 76     | + 1 volta       | 18   |        |
| 8       | 15 | Maurício Gugelmin  | Leyton House-Judd | 76     | + 1 volta       | 17   |        |
| 9       | 10 | Alex Caffi         | Arrows-Ford       | 76     | + 1 volta       | 26   |        |
| 10      | 21 | Emanuele Pirro     | Dallara-Ford      | 76     | + 1 volta       | 13   |        |
| 11      | 25 | Nicola Larini      | Ligier-Ford       | 76     | + 1 volta       | 25   |        |
| 12      | 9  | Michele Alboreto   | Arrows-Ford       | 75     | + 2 voltas      | 22   |        |
| 13      | 17 | Gabriele Tarquini  | AGS-Ford          | 74     | + 3 voltas      | 24   |        |
| 14      | 26 | Philippe Alliot    | Ligier-Ford       | 74     | + 3 voltas      | 21   |        |
| 15      | 24 | Paolo Barilla      | Minardi-Ford      | 74     | + 3 voltas      | 23   |        |
| 16      | 28 | Gerhard Berger     | McLaren-Honda     | 72     | Colisão         | 3    |        |
| 17      | 2  | Nigel Mansell      | Ferrari           | 71     | Colisão         | 5    |        |
| Ret     | 19 | Alessandro Nannini | Benetton-Ford     | 64     | Colisão         | 7    |        |
| Ret     | 16 | Ivan Capelli       | Leyton House-Judd | 56     | Câmbio          | 16   |        |
| Ret     | 30 | Aguri Suzuki       | Lola-Lamborghini  | 37     | Motor           | 19   |        |
| Ret     | 1  | Alain Prost        | Ferrari           | 36     | Câmbio          | 8    |        |
| Ret     | 4  | Jean Alesi         | Tyrrell-Ford      | 36     | Colisão         | 6    |        |
| Ret     | 8  | Stefano Modena     | Brabham-Judd      | 35     | Motor           | 20   |        |
| Ret     | 23 | Pierluigi Martini  | Minardi-Ford      | 35     | Colisão         | 14   |        |
| Ret     | 22 | Andrea de Cesaris  | Dallara-Ford      | 22     | Motor           | 10   |        |
| Ret     | 3  | Satoru Nakajima    | Tyrrell-Ford      | 9      | Freios          | 15   |        |
| DNQ     | 18 | Yannick Dalmas     | AGS-Ford          |        |                 |      |        |
| DNQ     | 7  | David Brabham      | Brabham-Judd      |        |                 |      |        |
| DNQ     | 36 | J. J. Lehto        | Onyx-Ford         |        |                 |      |        |
| DNQ     | 35 | Gregor Foitek      | Onyx-Ford         |        |                 |      |        |
| DNPQ    | 14 | Olivier Grouillard | Osella-Ford       |        |                 |      |        |
| DNPQ    | 31 | Bertrand Gachot    | Coloni-Ford       |        |                 |      |        |
| DNPQ    | 33 | Roberto Moreno     | EuroBrun-Judd     |        |                 |      |        |
| DNPQ    | 34 | Claudio Langes     | EuroBrun-Judd     |        |                 |      |        |
| DNPQ    | 39 | Bruno Giacomelli   | Life              |        |                 |      |        |
| Fontes: |    |                    |                   |        |                 |      |        |

## Tabela do campeonato após a corrida
| Pos.    | Piloto          | Pontos |
| ------- | --------------- | ------ |
| 1       | Ayrton Senna    | 54     |
| 2       | Alain Prost     | 44     |
| 3       | Gerhard Berger  | 29     |
| 4       | Thierry Boutsen | 27     |
| 5       | Nelson Piquet   | 22     |
| Fontes: |                 |        |

| Pos.    | Construtor       | Pontos |
| ------- | ---------------- | ------ |
| 1       | McLaren-Honda    | 83     |
| 2       | Ferrari          | 57     |
| 3       | Williams-Renault | 42     |
| 4       | Benetton-Ford    | 35     |
| 5       | Tyrrell-Ford     | 14     |
| Fontes: |                  |        |

- Nota: Somente as primeiras cinco posições estão listadas. Entre 1981 e 1990 cada piloto podia computar onze resultados válidos por temporada não havendo descartes no mundial de construtores.